# Marathon de la Grande Muraille de Chine
Le marathon de la Grande Muraille de Chine (en chinois: 黄崖关) est un marathon qui a lieu tous les ans en mai, le  long de la Grande Muraille à Tianjin (Chine). La première édition de la course eut lieu en 1999 et elle rassemble aujourd'hui plusieurs centaines de participants venant du monde entier.
À côté du marathon, un semi-marathon, et des courses de 10 km et 5 km ont également lieu. 
La course est plus difficile que les traditionnelles puisque les participants doivent monter et descendre 3 700 marches en pierre. 
En 2009 le Marathon de la Grande Muraille de Chine a eu lieu le 16 mai.

## Palmarès
| Année | Hommes                                                | Pays                                 | Temps                                |                                      | Femmes                               | Pays                                 | Temps                                |
| 1999  | Niels-Magnus Jensen                                   | Danemark                             | 3 h 16 min 55 s                      | Kersti Jacobsen                      | Danemark                             | 3 h 55 min 20 s                      |                                      |
| 2000  | Martin-Grønhol Steinbach                              | Danemark                             | 4 h 11 min 29 s                      | Ingelise Jensen                      | Danemark                             | 5 h 22 min 30 s                      |                                      |
| 2001  | Zi Jixiang                                            | Chine                                | 3 h 50 min 24 s                      | Jill Westenra                        | Nouvelle-Zélande                     | 4 h 6 min 7 s                        |                                      |
| 2002  | Zi Jixiang                                            | Chine                                | 3 h 41 min 30 s                      | Lisbeth Nielsen                      | Danemark                             | 4 h 12 min 42 s                      |                                      |
| 2003  | Course annulée en raison du SARS                      | Course annulée en raison du SARS     | Course annulée en raison du SARS     | Course annulée en raison du SARS     | Course annulée en raison du SARS     | Course annulée en raison du SARS     | Course annulée en raison du SARS     |
| 2004  | Josef Miesracher                                      | Autriche                             | 3 h 28 min 35 s                      |                                      | Sarah Cook                           | Royaume-Uni                          | 4 h 26 min 3 s                       |
| 2005  | Gregory Feucht                                        | États-Unis                           | 3 h 25 min 13 s                      | Jennifer Burtner                     | États-Unis                           | 4 h 30 min 57 s                      |                                      |
| 2006  | David Ardern                                          | Royaume-Uni                          | 3 h 38 min 7 s                       | Margaret Stewart                     | Nouvelle-Zélande                     | 4 h 16 min 58 s                      |                                      |
| 2007  | Salvador Calvo                                        | Espagne                              | 3 h 32 min 10 s                      | Sara Winter                          | Nouvelle-Zélande                     | 3 h 50 min 21 s                      |                                      |
| 2008  | Romualdo Sánchez                                      | Mexique                              | 3 h 18 min 48 s                      | Leanne Juul                          | Afrique du Sud                       | 4 h 9 min 10 s                       |                                      |
| 2009  | Justin Walker                                         | États-Unis                           | 3 h 40 min 54 s                      | Joanna Gosse                         | Nouvelle-Zélande                     | 4 h 3 min 23 s                       |                                      |
| 2010  | Qiang Tong                                            | Chine                                | 3 h 24 min 44 s                      | Inez-Anne Haagen                     | Pays-Bas                             | 3 h 56 min 38 s                      |                                      |
| 2011  | Yun Yan-Qiao                                          | Chine                                | 3 h 18 min 48 s                      | Mari Kauri                           | Finlande                             | 4 h 11 min 19 s                      |                                      |
| 2012  | Luis Alonso                                           | Espagne                              | 3 h 39 min 28 s                      | Mari Kauri                           | Finlande                             | 4 h 10 min 43 s                      |                                      |
| 2013  | Jorge Maravilla Dimitris Theodorakakos Jonathan Wyatt | États-Unis Grèce Nouvelle-Zélande    | 3 h 9 min 18 s                       | Silvia Serafini                      | Italie                               | 3 h 32 min 12 s                      |                                      |
| 2014  | Ernesto Ciravegna                                     | Italie                               | 3 h 33 min 56 s                      | Sofia García                         | Espagne                              | 3 h 57 min 25 s                      |                                      |
| 2015  | Jason Shen                                            | Chine                                | 3 h 41 min 40 s                      | Eleanor Fuqua                        | États-Unis                           | 4 h 18 min 35 s                      |                                      |
| 2016  | Jason Shen                                            | Chine                                | 3 h 30 min 49 s                      | Hannah Muir-Hutchinson               | Canada                               | 4 h 25 min 35 s                      |                                      |
| 2017  | Marcin Świerc                                         | Pologne                              | 3 h 14 min 34 s                      | Sofie Nelsson                        | Suède                                | 4 h 11 min 21 s                      |                                      |
| 2018  | Oscar Perego                                          | Italie                               | 3 h 51 min 12 s                      | Olga Baranova                        | Russie                               | 4 h 28 min 59 s                      |                                      |
| 2019  | Douglas Wilson                                        | Australie                            | 3 h 25 min 25 s                      | Kali Cavey                           | États-Unis                           | 4 h 12 min 27 s                      |                                      |
| 2020  | Course annulée en raison du Covid-19                  | Course annulée en raison du Covid-19 | Course annulée en raison du Covid-19 | Course annulée en raison du Covid-19 | Course annulée en raison du Covid-19 | Course annulée en raison du Covid-19 | Course annulée en raison du Covid-19 |

 Record de l'épreuve